# Kevin Sussman
Pour les articles homonymes, voir Sussman.
Kevin Sussman, né le 4 décembre 1970 à Staten Island, arrondissement de New York, est un acteur et humoriste américain.
Il est surtout connu pour son interprétation de Walter dans la comédie dramatique Ugly Betty (2006-2007) puis Stuart Bloom dans la sitcom The Big Bang Theory (2009-2019). En juillet 2025, il est annoncé qu'il reprendra ce rôle dans un futur spin-off intitulé Stuart Fails to Save the Universe.

## Biographie
Kevin Sussman, dont les deux parents sont enseignants, est le plus jeune d'une fratrie de quatre enfants. Il a grandi à Staten Island. Il passa une année au College of Staten Island, au cours de laquelle il s'initia à la comédie. Il participa, entre autres, à une comédie musicale mise en scène par les étudiants du club de théâtre du lycée, Once Upon A Mattress. Passionné de cinéma, ses acteurs de prédilection étaient Dustin Hoffman, Al Pacino, Robert De Niro et Meryl Streep. Il regardait avec exaltation ses films favoris, Le Lauréat, Un après-midi de chien, Taxi Driver ou encore Kramer contre Kramer.
Il entra à l'American Academy of Dramatic Arts, pour s'adonner entièrement à sa vocation d'acteur. Il y étudia avec frénésie les grands auteurs dramatiques, l'histoire du théâtre et s'exerça à toutes sortes de techniques de diction et d'interprétation. Aussitôt diplômé, il fut admis dans les cours de Uta Hagen, qu'il suivit avec ardeur quatre années durant, et pour qui il cultive encore aujourd'hui une admiration sans borne, qu'il se plaît quelquefois à comparer à Maître Yoda :  Think Yoda for the acting world....
Pour financer ses études, il travailla quelque temps dans un magasin de bandes dessinées. Était-ce une préfiguration du personnage qu'il joua plus tard dans Big Bang Theory ? Quoi qu'il en soit, il se régalait d'un emploi qui s'accordait si parfaitement avec ses goûts, bien que peu lucratif, et qui lui accordait des moments privilégiés avec des icônes de la BD, comme Stan Lee, qu'il pouvait rencontrer lors de séances de dédicaces. Il enchaîna ensuite les emplois temporaires, y compris dans l'informatique, tout en ne cessant jamais de passer des auditions et de tourner dans des spots publicitaires à petits budgets.
En 1999, il obtint un rôle dans le film de Barry Levinson, Liberty Heights. Il multiplia les rôles secondaires depuis lors, tant à la télévision qu'au cinéma, parmi lesquels le plus illustre est celui de Stuart, le vendeur de bandes dessinées, dans The Big Bang Theory.

## Filmographie

### Cinéma
- 1999 : Liberty Heights de Barry Levinson : Alan Joseph Zuckerman
- 2000 : Presque célèbre (Almost Famous) de Cameron Crowe : Lenny
- 2001 : Wet Hot American Summer de David Wain : Steve
- 2001 : La Tentation de Jessica (Kissing Jessica Stein) de Charles Herman-Wurmfeld : un type calculateur
- 2001 : A.I. Intelligence artificielle de Steven Spielberg : Supernerd
- 2002 : Fashion victime (Sweet Home Alabama) d'Andy Tennant : Barry Lowenstein
- 2002 : Dérapages incontrôlés (Changing Lanes) de Roger Michell : Tyler Cohen
- 2002 : Garmento de Michele Maher : César
- 2002 : Pipe Dream de John C. Walsh (en) : James
- 2004 : Les Ex de mon mec (Little Black Book) de Nick Hurran : Ira
- 2005 : Hitch, expert en séduction d'Andy Tennant : Neil
- 2006 : For Your Consideration de Christopher Guest : le directeur commercial
- 2006 : Ira & Abby de Robert Cary : Lenny
- 2006 : Funny Money de Leslie Greif : Denis Slater
- 2007 : Toi, moi... et mon chien (Heavy Petting) de Marcel Sarmiento (en) : Ras
- 2008 : Insanitarium de Jeff Buhler : Dave
- 2008 : Burn After Reading de Joel et Ethan Coen : Tuchman Marsh Man
- 2008 : Le Témoin amoureux (Made of Honor) de Paul Weiland : un gars en short
- 2009 : Hôtel Woodstock d'Ang Lee : Stan
- 2010 : Kiss and Kill de Robert Luketic : Mac Bailey
- 2010 : Alpha et Oméga (Alpha and Omega) d'Anthony Bell et Ben Gluck (animation) : Shakey (Voix)
- 2012 : Freeloaders de Dan Rosen : Henry
- 2012 : 2nd Serve de Tim Kirkman : Scott Belcher

### Télévision

#### Séries télévisées
- 1998 : Contes de l'au-delà (Ghost Stories) : Joey Howell
- 1999 : New York 911 : Le type au tuba
- 2000 : Les Soprano : Kevin
- 2003 : New York, section criminelle : Phil Hobart
- 2004 : Urgences (ER) : Colin
- 2006 - 2007 : Ugly Betty : Walter (20 épisodes)
- 2007 : Earl (My Name Is Earl) : Dwayne
- 2008 : The Middleman (The Palindrome Reversal Palindrome) : Ivan Avi
- 2008 : Les Experts (CSI: Crime Scene Investigation) : Don
- 2009-2019 : The Big Bang Theory : Stuart Bloom (84 épisodes)
- 2010 : Mentalist : Phil Redmond
- 2010 : Bailey et Stark : Skeeter
- 2010 : Childrens Hospital : Daffy Giraffy
- 2012 : Weeds : Terry Brennan
- 2013 : Dark Minions : Andy
- 2015 : Wet Hot American Summer: First Day of Camp : Steve
- 2022 : Better Call Saul : L'homme cancéreux du bar victime d'escroquerie
- 2023 : Lessons in Chemistry : Walter

#### Téléfilms
- 2006 : The Wedding Album : Oswald
- 2008 : Sincerely, Ted L. Nancy : Ted

## Voix francophones
En version française, Kevin Sussman est principalement doublé par Gérard Malabat dans Ugly Betty, The Big Bang Theory et Wet Hot American Summer: First Day of Camp.
À titre exceptionnel, il est aussi doublé par Stéphane Marais dans Liberty Heights, Alexandre Gillet dans Hitch, expert en séduction, Aurélien Ringelheim dans Toi, moi... et mon chien, Mark Lesser dans Weeds, Taric Mehani dans The Dropout et Cyrille Artaux dans Lessons in Chemistry.